# The.switch
The.Switch je česká kapela založena v roce 1996. Současnými členy jsou Štěpán Šatoplet – zpěv, Michal Novák – kytara, Pavel Sovička – baskytara a Petr Hataš – bicí.

## Historie a Současnost
Kapela po roce od svého vzniku začíná vydávat každým rokem jedno demo.[zdroj?] V roce 2002 vydává EP Mutual Assured Destruction, které je významným zlomem, a to hlavně díky instrumentalní vyspělosti a celkové zvukové kvalitě nahrávky.[zdroj?] V červnu 2002 začíná natáčet videoklip k písni "Závoj" právě z alba Mutual Assured Destruction. Videoklip je však naprosto dokončen až v březnu následujícího roku. Po delší době je videoklip představen v pořadu ČT2 Pomeranč a zde vyhrává hitparádu po čtyři týdny.
V roce 2004 vítězí The.Switch v soutěžích Broumovská kytara a Jim Beam Music 2004. Tento rok se významně zapisuje do historie kapely díky vydání debutového alba Beautiful, které sklízí skvělé ohlasy z řad fanoušků i hudebních kritiků.[zdroj?]
Začátkem roku 2006 začínají The.Switch pracovat na nové desce Svit. Nahrávání alba probíhalo v pražském nahrávacím studiu Hostivař a studiu YGLOO. Mastering alba Svit zpracoval Boris Carloff ve studiu Velvet Matering. Svit se stalo prvním albem The.Switch, které bylo vydáno u vydavatelství – u Championship records. Alba se prodalo 2 000 kusů. Po úspěšném videoklipu Závoj se natáčí videoklip k písni Peruť. Videoklip je stejně úspěšný a v hitparádě Pomeranč stejně jako jeho předchůdce vyhrává čtyři týdny první místo.[zdroj⁠?!]
Koncem roku 2016 vychází k dvacátému výročí existence eponymní album The.Switch, které vzniklo v americkém Seattlu v Robert Lang Studios, kde v minulosti nahrávaly kapely jako Nirvana, Linkin Park, Foo Fighters, R.E.M. nebo Alice in Chains. V USA vznikl také dokument The.Faith a videoklip ke skladbě "Kam vedou naše kroky".
Později téhož roku vychází další videoklip ke skladbě "Tvář" z desky The.Switch. V roce 2017 vydávají The.Switch ve spolupráci s kapelou The Truth Is Out There nový videosingl s názvem "Poslední nádech?" a o rok později klip k písni "Dávám" z posledního alba. 
Za dobu svého působení vystoupili The.Switch jako headlineři řady festivalů a sdíleli pódium s mnoha světovými hvězdami jako například Korn, Disturbed, Skindred, Crazy Town, Karnivool nebo Anthrax.

## Diskografie

### EP/Dema
| Rok  | Album                      |
| ---- | -------------------------- |
| 1997 | Corn                       |
| 1998 | Sector No.5                |
| 1999 | H.I.P.                     |
| 2000 | Funky-Hardcore             |
| 2001 | Slast                      |
| 2002 | Mutual Assured Destruction |
| 2008 | Na dosah - part I          |
| 2009 | Na dosah - part II         |
| 2012 | Na dosah - part III        |
| 2013 | Tětiva                     |

### Řadové desky
| Rok  | Album      | Vydavatelství        |
| ---- | ---------- | -------------------- |
| 2004 | Beautiful  | vlastní náklad       |
| 2006 | Svit       | Championship records |
| 2010 | Off        | Championship records |
| 2016 | The.Switch | Championship music   |

### DVD
- Zabijačka sobotní noci, 2009 – společně s Atari Terror